# Дикий полин
Вперше видана в 1977 р. книга лауреата премії Ленінського комсомолу Цезаря Солодара. Автор присвятив книгу своїй матері.
В анотації від видавця до 1-го видання книги зазначено, що книга, "написана в гостропубліцистичному стилі, спрямована проти міжнародного сіонізму, одного з головних загонів антикомуністичних сил. Книга включає в себе і спогади автора про тривожну юність, і розповіді про фронтові зустрічі. Архівні розвідки і листи ошуканих сіонізмом людей межуються з памфлетами і подорожніми нотатками - в цьому справжня документальність твору. Ц. Солодар розповідає про те, що сам бачив, спираючись на справжні документи, використовуючи мимовільні визнання сіоністських лідерів і їхньої преси". 
В анотації до 2-го доповненого видання книги зазначено, що вона "написана в жанрі художньої публіцистики, спрямована проти сіонізму - одного з головних загонів антикомуністичних сил. Особисті враження, справжні документи, конкретні імена - все це дає право письменникові вести з читачем живу і доказову розмову про звіриний лик міжнародного сіонізму". Сатиричні глави розташовані поряд з архівними дослідженнями, а вимушені визнання сіоністських лідерів перемежовуються з хвилюючими оповідями про трагічну долю жертв сіонізму. Перше видання отримало позитивну оцінку преси і викликало численні відгуки радянських і зарубіжних читачів.
В анотації до 3-го видання вказується, що нове видання доповнено главами, що розповідають про геноцид ізраїльських агресорів в Лівані.

## Зміст
- Фанатики
- Колишні
- Подвійні
- Брехуни
- Терористи
- Неонацисти
- Расисти
- Приречені

У розділі "ФАНАТИКИ" автор пише поміж іншого, що у пору фашистської навали багато вихованців руху "Маккабі" пішли служити в єврейські поліцейські загони, що орудували під протекторатом гестапо, на території гето Львова, Чернівців, Проскурова, Кременчука. Солодар зазначає, що про них, молодих зрадників, розповідав засуджений радянським судом гестапівець Пітер Християн Краузе відомому радянському письменникові Володимиру Бєляєву: "Якщо б у нас в гестапо не діяли агенти з числа сіоністів, котрі опинились в гетто, ми ніколи б не змогли  спіймати і знищити таку кількість євреїв, що жили за фальшивими документами і під чужими прізвищами. Ми випускали агентів на волю, вони бродили вулицями, а за ними йшли наші співробітники. Впізнаючи євреїв, агенти подавали умовний знак, і тоді у справу вступали мої "чисті" співробітники...".
В книзі Солодар ствердує, що повною мірою проявили холуйський раж і завдали чимало зла єврейській бідноті Львова маккабістські поліцаї з "Юдіш орднунг Лемберг". Вони поневолили євреїв, котрі не мали валюти і цінностей, якими вони могли відкупитися від гестапівців або хоча б роздобути свідоцтво про бажану окупантам роботу. Коли ж на початку 1942 року гестапо зажадало від юденрата (діяв під егідою гітлерівців і сіоністської єврейської ради) видачі перших приречених на смерть жертв, сіоністські зрадники відібрали серед євреїв близько шести тисяч самих незаможних, найбідніших, а часто просто жебраків. Мало того, в винищуванні відібраних юденратом бідняків брали участь маккабістські молодчики з "Юдіш орднунг". 
В книзі Ц.Солодар наводить багато фактів співпраці сіоністів з нацистами під час Другої світової війни. На сторінках книги він розповідає про свою зустріч в 1946 році із відомим радянським письменником і криміналістом Левом Романовичем Шейніним, який щойно повернувся з Нюрнбергу, де в Міжнародному трибуналі був одним з радянських представників обвинувачення на процесі головних військових злочинців. За словами Шейніна гіммлерівский ставленик Шелленберг вів переговори з сіоністами, з організацією рабинів Північної Америки, головний кат євреїв Кальтенбруннер у своїх показаннях Міжнародному трибуналу говорив про це мимохідь, наче це було звичайною справою! Шейнін запевняє: "...те, що сьогодні постає перед нами у вигляді розрізнених деталей, вишикується згодом у велику систему грізного звинувачення! Не підлягає ніякому сумніву, що на наступних процесах, коли на лаву підсудних сядуть безпосередні підлеглі головних злочинців, про зловісні угоди німецьких фашистів і єврейських буржуазних націоналістів розмова піде в повний голос. Злочини розкриються - це неминуче!"
У книзі автор докладно розповідає про діяльність в Угорщині одного з сіоністських лідерів керівника "Комітету з порятунку євреїв" Реже Карстера, який був тісно пов'язаний з високопоставленими есесівцями Ейхманом і Бехером. Солодар стверджує, що Карстер організував оборудку з гітлерівським режимом: дозвіл на відправку до Палестини найвпливовіших сіоністів і рабинів, а разом і багатіїв, які зобов'язалися перевести зі своїх банківських рахунків в банках нейтральних держав великі суми в сіоністську касу. До цього списку увійшло 1684 єврея. До Палестини, як запевнили Кастнера есесівці, ці люди будуть вивезені через нейтральну Швейцарію. Відпустити до Швейцарії 1684 обранця нацисти обіцяли Кастнеру лише після того, як почнеться з його допомогою  депортація 20 тисяч євреїв з будапештського гетто до таборів Освенцім і Маутхаузен. Солодар пише, що Кастнер заявив сіоністським діячам, що ввійшли до списку: "Я вірю Ейхману і Бехеру, і ви повинні їм вірити. Вони виконують свою обіцянку. Треба виконати і нашу".
У книзі написано, що згодом Кастнер хвалився, що удвох з іншим сіоністським діячем Брандом вів з Ейхманом переговори про звільнення 100.000 євреїв в обмін на потрібні гітлерівцям вантажівки і медикаменти. Керівник одного з угорських архівів Елен Каршаі ознайомив автора з телеграмою Візенмайера, німецького посла при уряді Салаші, адресованої гітлерівському міністру закордонних справ Ріббентропу. Посилаючись на розмови з головними есесівськими представниками 
в Угорщині, посол 22 липня 1944 повідомляє Ріббентропа у відповідь на його запит: "Будапештський єврей Бранд отримав доручення 
дістати в Туреччині дефіцитні для Німеччини товари, натомість буде дозволено виїзд кільком євреям".
В кінці 1944 року обранців із списку вивезли з Берген-Бельзена до Швейцарії, але не в результаті договору між Кастнером і 
Бехером, які до того часу вже встигли разом накивати п'ятами з угорської землі. Вивезти еліту сіоністів до Швейцарії несподівано наказав сам Гіммлер. 
Автор розповідає, що після закінчення Другої світової війни, Кастнер, перебуваючи у високому ранзі ізраїльського урядового чиновника і поважного сіоністського функціонера, допоміг військовому злочинцеві, іменитому есесівцю Бергеру уникнути покарання і стати найбагатшим підприємцем у ФРН.
У розділі "ВІЗЕНТАЛЬ, БАТЬКО І ДОЧКА" Солодар розповідає про сіоністського розвідника Симона Візенталя, якого сіоністська пропаганда  прославила як "борця-антифашиста". Автор стверджує, що за Візенталем тягнеться "величезний ланцюг зрад і провокацій в роки Другої світової війни". В книзі написано, що за власним визнанням Візенталя, він в липні 1941 року разом з тридцятьма дев'ятьма представниками інтелігенції Львова був кинутий гітлерівцями у в'язницю. За дивним "збігом обставин" всі ув'язнені, крім Візенталя, були розстріляні, а він незабаром опинився на волі. Після вдалого "почину" Симон, як встановлено польським журналістом Луцьким за архівними документами, став кадровим агентом гітлерівців. Солодар пише, що Візенталя "не ув'язнювали в фашистській катівні, про що він 
безперервно репетував, а закидали туди для чергової провокації".  Візенталь, за його твердженням, пройшов через п'ять гестапівських в'язниць і дванадцять таборів. Автор робить висновок: "Неважко собі уявити скільки людських жертв на чорній совісті запеклого провокатора". і пише, що зовсім не здивується, якщо дізнається, що Візенталь вніс і його в список осіб, підозрюваних у зв'язках з гітлерівцями. Адже чехословацький 
тижневик "Трибуна" точно визначив основи провокаційної тактики Візенталя: "пришивати нацистське минуле" тим, хто не поділяє ідеології сіонізму, і тим, кого Симон має підстави вважати своїми супротивниками.
У розділі "ЗАПИТАЙТЕ СПОЧАТКУ  - СКІЛЬКОХ МИ ВРЯТУВАЛИ!" автор стверджує, що коли гітлерівці окупували Польщу і Литву, їм стали пособляти зрадники сіоністської закваски.  У Варшаві почав відверто співпрацювати з окупантами керівник сіоністських груп так званого "правого" спрямування Авраам Гайнцвах. У Вільно за його прикладом пішов сіоніст з крила "лівих" Яків Генс, начальник єврейської поліції гетто. Варто було окупантам дізнатися про існування в гето руху Опору на чолі з комуністами, як Генс за їхнім наказом заманив комуніста Іцика Віттенберга до себе в кабінет і видав його гестапівцям.
На думку Солодаря сіоністи нічого не робили для порятунку єврейських в'язнів фашизму - навпаки, вони навмисно зривали спроби окремих сміливців допомогти заточеним в гето євреям втекти звідти.
Автор стверджує, що багато років не може примиритися і ніколи не примириться з тим, що  ізраїльські сіоністи отримують "аденауерівську" грошову компенсацію за прах його замученої нацистами матері. Отримують однодумці тих самих сіоністів, які в двадцяті роки, в Вінниці, терзали його матір за "непатріотичність її синів, які пішли комсомольською лінією" . А тепер сіонізм, який абсолютно нічого не зробив для порятунку в'язнів гетто та в'язнів таборів смерті, прагне нажити на праху його матері ще й моральний капітал.

## Видання
- 1977 - М. Советская Россия. Тверда палітурка, 288 стор. Тираж: 200000 прим[2].
- 1981 - М. Советская Россия. 2-е видання[4]. 368 с. М'яка палітурка. Звичайний формат.
- 1984 - М. Советская Россия. 3-е видання, доповнене. Худ. Давидов В.М. 416 с. Тверда обкладинка, звичайний формат, Тираж: 100000 прим.[6].
- 1986 - М. Правда. Тираж: 500.000 прим.[1] Тверда обкладинка, звичайний формат.
- 2010 - Аудіокнига. Виконавець: Козій Микола. Час звучання: 21:44:44. Мова: російська. Розмір: 906.62 Mb[7]